# Ољанта Умала
Ољанта Умала (шп. Ollanta Humala; Лима, 28. јун 1962), перуански је левичарски политичар и бивши председник Перуа (од 28. јула 2011. до 28. јула 2016. године).

## Биографија
Рођен је 1962. године у перуанском главном граду Лими. Отац му је радикални индијански националист Исак Умала. Сам Умала се 1982. прикључио перуанској војсци где је напредовао до чина потпуковника, истакавши се у рату против маоистичког покрета Светла стаза као и Ценепа рата против Еквадора 1995. године. Године 2000. је водио безуспешни покушај пуча против тадашњег председника Фуџиморија у коме је заробљен, али касније амнестиран након Фуџиморијевог пада.
За председника се први пут кандидовао 2006. године, истакавши као свој идеолошки узор венецуеланског председника Уга Чавеза и освојио је највише гласова у првом кругу, да би га у другом кругу поразио умерено леви кандидат Алберто Толедо. Године 2011. је поново учествовао у председничким изборима и у другом кругу успео да порази Кеико Фухимори, ћерку бившег председника.